# Hamigera
Hamigera is een geslacht van sponsdieren uit de klasse van de Demospongiae (gewone sponzen).

## Soorten
- Hamigera dendyi Shaw, 1927
- Hamigera hamigera (Schmidt, 1862)
- Hamigera macrostrongyla Bergquist & Fromont, 1988
- Hamigera strongylata Burton, 1934
- Hamigera tarangaensis Bergquist & Fromont, 1988